# Jasad
Jasad («cuerpo» en árabe) es una revista cultural con sede en Beirut, especializada en el arte, literatura y ciencia del cuerpo.

## Historia
Fundada en 2008, el primer número de la revista se publicó en diciembre del mismo año, y causó gran polémica, porque discutía de argumentos tabú en la sociedad y lengua árabes.
La fundadora de la revista, además de editora y redactora jefe, es la escritora y periodista libanesa Joumana Haddad.